# ハーゲン・イム・ブレーミシェン
ハーゲン・イム・ブレーミシェン（ドイツ語: Hagen im Bremischen、低地ドイツ語: Gemeen Hagen）は、ドイツ連邦共和国ニーダーザクセン州クックスハーフェン郡に属す町村（アインハイツゲマインデ）である（以下、本項では便宜上「町」と記述する）。この町はブレーマーハーフェンとブレーメンとの間に位置している。

## 地理
ハーゲン・イム・ブレーミシェンは、ブレーメンとブレーマーハーフェンとの間のアウトバーン A27号線沿いに位置している。これら両大都市からの流入によって、何世紀も前から人口は増加していった。継続的な建築予定地の土地利用指定は増加する定住者数と連動している。ネガティブな結果としては、自家用車で通勤する新しい住民によって交通量が増加していることが挙げられる。
ハーゲン町内を、ヴェーザー川の支流であるドレプテ川が流れている。

### 地区
この町は16の地区とこれに属す集落で形成されている:
|  | - アルプシュテット - ブラームシュテット - ハレンドルフ - フィナ - フィナアー・ベルク - ローエ - ヴィットシュテット - ドルフハーゲン - ドリフトゼーテ - タネンドルフ - ヴァイセンベルク - ハーゲン - ベルステン - ハーモニー | - ハイネ - ホーペ - カッセブルーフ - レーンシュテット - オッフェンヴァルデン - レヒテンフレート - ザントシュテット - ウトレーデ - ヴェルザーベ - ヴルスビュッテル - ヴルトフレート - レヒテーベ |

## 歴史

### 地名
Hag（ハーク）は、ゲルマン語の haga または hagaz に由来し、「柵で囲うこと」を意味している。これは、居心地の良い快適な保護地も意味する。ハークは生け垣で囲まれた囲い地と意味する。中低ドイツ語の地名の語尾 -ha(a)g(en) は特定の集落形態を表している。Hagen という地名または語尾音節は、ニーダーザクセン、ヴェストファーレン、メクレンブルク地方でしばしば見られるものである。

### 定住
紀元前には、ヴェーザー川下流域の両岸にゲルマン人のカウキー族が住んでいた。おそらく紀元後300年から400年にザクセン人が低地ドイツ地方を征服し、カウキー族はザクセン人の中に埋没していった。
900年から1000年までの時代にこの地域におけるキリスト教布教に伴ってブラームシュテットに判明している最初の教会が建設された。ドルフハーゲンは1110年に Hagen として初めて文献に記録されている。

### ブレーメン大司教
11世紀からブレーメン司教がその所領の拡大に成功した。ハーゲンは何世紀にもわたってブレーメン大司教領に属し、このため現在でも「ハーゲン・イム・ブレーミシェン」（直訳: ブレーメン領内のハーゲン）と呼ばれている。覇権を護るため、蜂起したシュテディンゲンの農民たちと戦うために、大司教ハルトヴィヒ2世（1207年没）の下でハーゲンに城砦が建設された。この城砦は Castrum Hagen という名称であった。住民たちはこれを「ブルクハーゲン」と呼んだ。これ以後隣接するハーゲンは「ドルフハーゲン」と呼ばれるようになった。この町の歴史はハーゲン城の歴史と結びついている。城砦はおそらく木組み建築で、ドレプテ川の谷にあった。この城砦は氾濫原の真ん中にあり、攻略しにくい城であった。城は堤防によって護られていた。1212年に蜂起したオスターシュターデの農民たちがこの城を包囲した。城は13世紀前半にレンガで建設された。城の堤防のよって初めて村落型定住地が建設され、当初は「ダムハーゲン」と呼ばれた。
ブレーメン大司教ゲルハルト2世は行政と司法のためにフォークト（代官）を設けた。この代官区は1248年にベルデ・ブラームシュテットに拡大した。代官は堤防の上級管理者として市場管轄権をも行使した。代官は後のフェルステライ（森林管理官の官舎）に住んだ。大司教とその廷臣たちはハーゲンから近くの森で狩猟を行った。当時法廷の木として利用された城砦近くのオークの木は1248年に記録されており、「城の近くの、地元の人が『シュタレーケ』と呼ぶオークの木」と記されている。多くのハーゲン代官が伝えられている。1307年にブレーメン大司教領の貴族を一時的に追い出し、城を占領したのは、おそらくカッセブルーフからの代官であった。
1362年に大司教アルベルト2世（1359年 - 1395年）は、ホーヤのフェーデ後に大司教の管財人モーリッツ・フォン・オルデンブルクを打ち破った。彼はハーゲン城を本拠地に戻した。アルベルト2世は1389年にこの城を500グルデンの担保としてオルデンブルク伯に委託した。

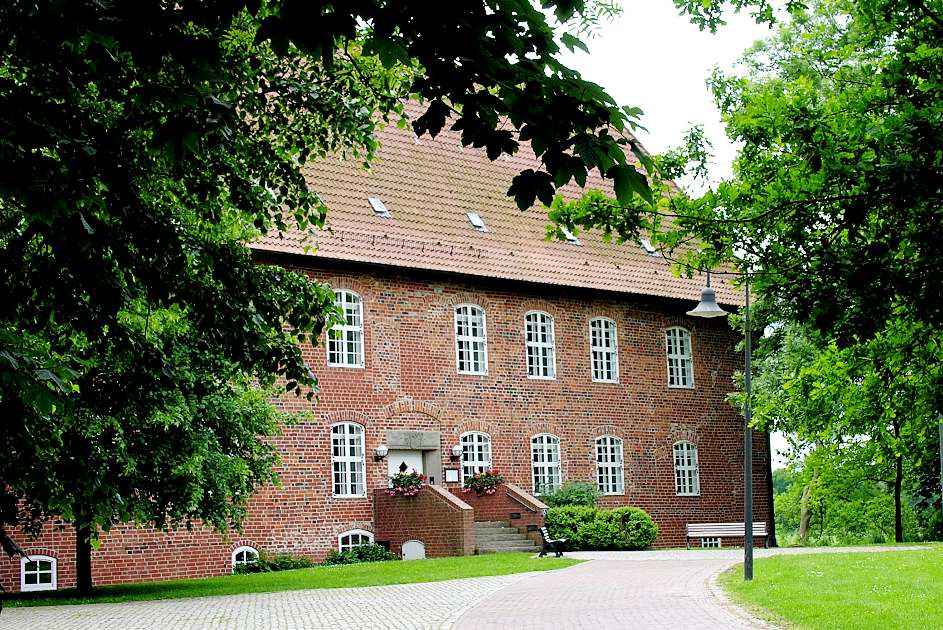
現在のハーゲン城

現在の城は、1502年から遅くとも1507年に建設された。新築を依頼したのは大司教ヨハン・ローデであった。彼は1506年から1511年までこの城に住んだ。この城は、シュマルカルデン戦争で1546年から1547年まで、またミュンスターのフェーデで1547年に包囲され、損傷を受けた。初のプロテスタントの司教となった大司教ハインリヒ・フォン・ザクセン＝ラウエンブルクは1575年にこの城で、第2代ケルン市長の娘アナ・フォン・ブロイヒと豪勢な結婚を行った。ブレーメン大司教はしばしば従者とともにハーゲンに滞在した。1600年頃に城内やハーゲンには、アムトマン（かつてのフォークト）、ハウスフォークト（家令）、監視人、門番、漁師、羊飼い、クネヒト（従者）、女中、および86人の借家人が家族とともに住んでいた。城の近くに大きな十分の一税倉庫が造られたが、1948年に取り壊された。
アムト・ハーゲンは1550年以前に記録されており、ハーゲンの城がこれを管轄していた。1648年以降このアムトはスウェーデン、ハノーファー、プロイセンの役人が所有した。アムト・ハーゲンは1885年に廃止された。

### スウェーデン時代
三十年戦争の時代、1644年に約200人のスウェーデン人がこの城にいた。皇帝軍がこれを占領し、スウェーデン人は捕虜となった。戦後ブレーメン大司教はブレーメン公領を設けた。ハーゲンは1648年以降スウェーデンが治める帝国領邦ブレーメン＝フェルデン侯領に属した。ハーゲンはスウェーデンの役人の駐在地となり、1698年には役宅が設けられた。スウェーデン女王クリスティナは帝国議会議員ローゼンハーネにこの城を贈った。

### ハノーファー王国時代
スウェーデン王室は、1719年/1720年頃にこの公領と城をブラウンシュヴァイク＝リューネブルク選帝侯（1815年以後はハノーファー王国）に売却した。この城は一時牢獄として利用された。ハーゲンは1720年にハノーファー選帝侯のアムトとなり、シュタレーケはプロイセン時代まで紋章に用いられていた。この町はアムトハーゲンと名付けられた。城は裁判所、牢獄、居館として利用された。1778年に付近で最も古い風車としてリッターシェ風車が造られた。1786年にハーゲンのユダヤ人墓地について言及されている。フランス時代、1811年から1813年/1814年まで海岸沿いの地域はフランス直轄のヴェーザーミュンドゥンゲン県に編入された。
農奴制は、ハノーファー王国では1833年まで公式に存在していた。1830年頃ハーゲンの農民たちは年間賃料の25倍の金額で自由を買うことができ、農場を手に入れることもできた。1846年に役人は再び城に住んだ。そして牢獄を備えた新たな役宅を建設した。1840年頃、アルトルネベルク、ベーヴァーシュテット、ブラームシュテット、カッセブルーフ、ダムハーゲン、ザントシュテットの約80人の住民がハーゲンのユダヤ教会に属していた。1852年にハーゲン・イム・ブラーミシェン区裁判所が設立された。1856年にアムトの貯蓄銀行がテオドール・クリスティアン・ファハトマンによって設立された。これは現在、国民銀行とヴェーザーミュンデ＝ハーデルン郡貯蓄銀行の社屋となっている。1861年に商人のアブラハム・ゴットシャルクがシナゴーグを寄進したが、1938年に放火された。18世紀半ばにザントシュテットの入り口に旅館が設けられた。この旅館は1898年にリッタース・ガストホーフと名付けられ、1945年に火災に遭い、1949年にハーゲンの私立学校が入居した。

### プロイセン時代
ハノーファー王国は、1866年にプロイセン王国ハノーファー州となった。この行政改革によって1885年にアムト・ハーゲンは廃止されゲーステミュンデ郡の一部となり、1932年にレーエとともにヴェーザーミュンデ郡に統合された。ハーゲンは裁判所所在地であり続けたため、引き続き中心集落のキャラクターを維持した。裁判所と牢獄はハノーファー時代に完成していた。アクスシュテットの上級森林監督官はその役宅をハーゲンに置いた。1897年にネオゴシック様式のマルティン＝ルター教会が献堂された。城と公園は一般の立ち入りが禁止され、司法行政官庁として利用された。のどかなハーゲンは、ゆっくりと発展していった。
第一次世界大戦ではアムト・ハーゲンから280人の死者が出た。カッセブルーフ戦争捕虜収容所には1914年から1918年までに1000人が収容された。1923年/1924年のインフレの時代、ハーゲンは50プフェニヒのノートゲルトを発行した。フラ＝ヴェルケは1920年から1930年までオートバイを生産していた。

### 国家社会主義の時代
国家社会主義の時代、ハーゲンでは395人の有権者のうち281人がNSDAPに入党した。

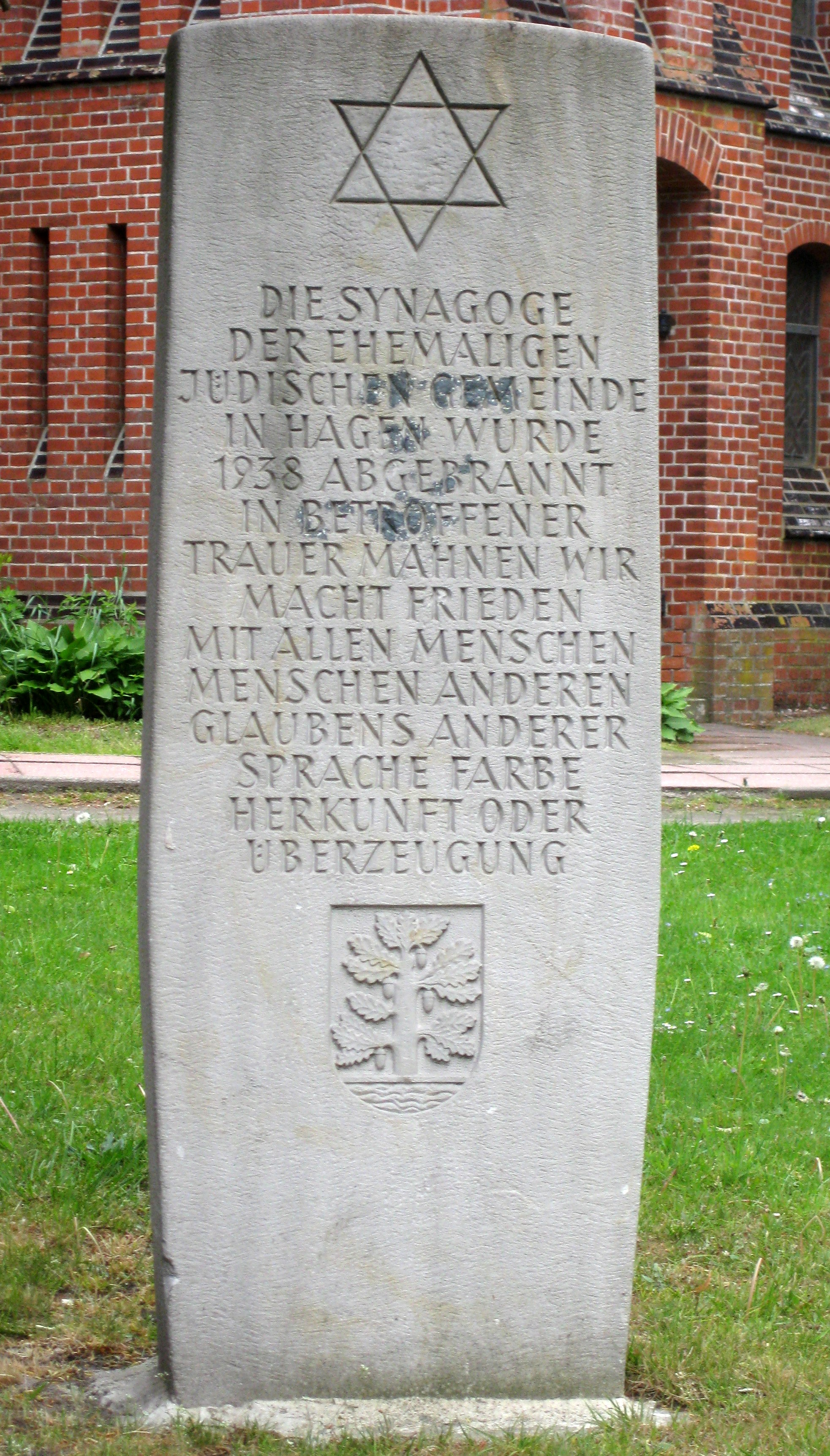
マルティン＝ルター教会前のシナゴーグ記念碑

ハーゲンに住んでいたユダヤ人（1913年時点で 77人）は、亡命、拉致、殺害の危険にさらされた。1881年に建設されたシナゴーグは、1938年に焼失した。町外れのドルフハーゲンへ向かう道沿いにユダヤ人墓地が遺されている。墓石がゴルトマン、ゴルトシュミット、レーザー、ヴォルフ、フロイデンベルク、ゴットシャルクなどの家族がいたことを物語っている。ユダヤ人墓地のある墓石は、「国家社会主義支配の下では」人々は「ユダヤ人であったために命を落とさなければならなかった」という事実を述べている。
第二次世界大戦末、何千人もの強制収容所収容者がこの町を通って逃げ去った後、ハーゲンはアメリカ軍に占領された。東プロイセンおよび西プロイセンから難民の群れがやって来て、多くの人がここ、特に後のヴェストプロイセンジートルング（西プロイセン居住地）に住み着いた。

### ニーダーザクセン
ハーゲンは1946年にニーダーザクセン州に編入された。ヴルスビュッテル方面の国家労働奉仕団 (RAD) の宿舎は難民収容所となった。RAD のバラックは頑丈な家に、ハーゲン収容所はハーゲン＝ヴェストプロイセンジートルングになった。ハーゲンの人口は1935年から1946年までの間に、778人から1400人に増加した。集合場所は、かつては有名だったが現在は存在しないハーゲナー・ホテルと旅館「アウフ・デム・ケラー」であった。ドルフハーゲンでは、1950年代にプフォーゲル・ウント・ゲッチェンの大きなブルワリーが焼失した。ヘルマン＝アルマース＝シューレ（本課程・実科学校）とギムナジウム・ヴァルトシューレ・ハーゲン＝ベーヴァーシュテットは戦後に拡張されたが、一方で 1クラスだけのドルフハーゲンの村の学校は1960年代に閉鎖された。1965年以降、ハーゲナー・ハイマートツァイトシュリフト・ウンター・デア・シュタレーケが刊行された。1971年にザムトゲマインデ・ハーゲン（集合自治体）が創設された。
1976年に区裁判所が廃止された。1977年にクックスハーフェン市とラント・ハーデルン郡およびヴェーザーミュンデ郡からクックスハーフェン郡が設けられた。
ハーゲンの屋内プールは焼失し、2019年現在新しく建設されていない。
人口はハーゲンだけで4,000人、ザムトゲマインデ・ハーゲンで11,000人にまで増加した。

### 町村合併
1974年3月1日、ドルフハーゲンとカッセブルーフが合併した。
2014年1月1日、ザムトゲマインデ・ハーゲンとその加盟自治体が廃止され、新たな自治体ハーゲン・イム・ブレーミシェンが成立した。

## 行政

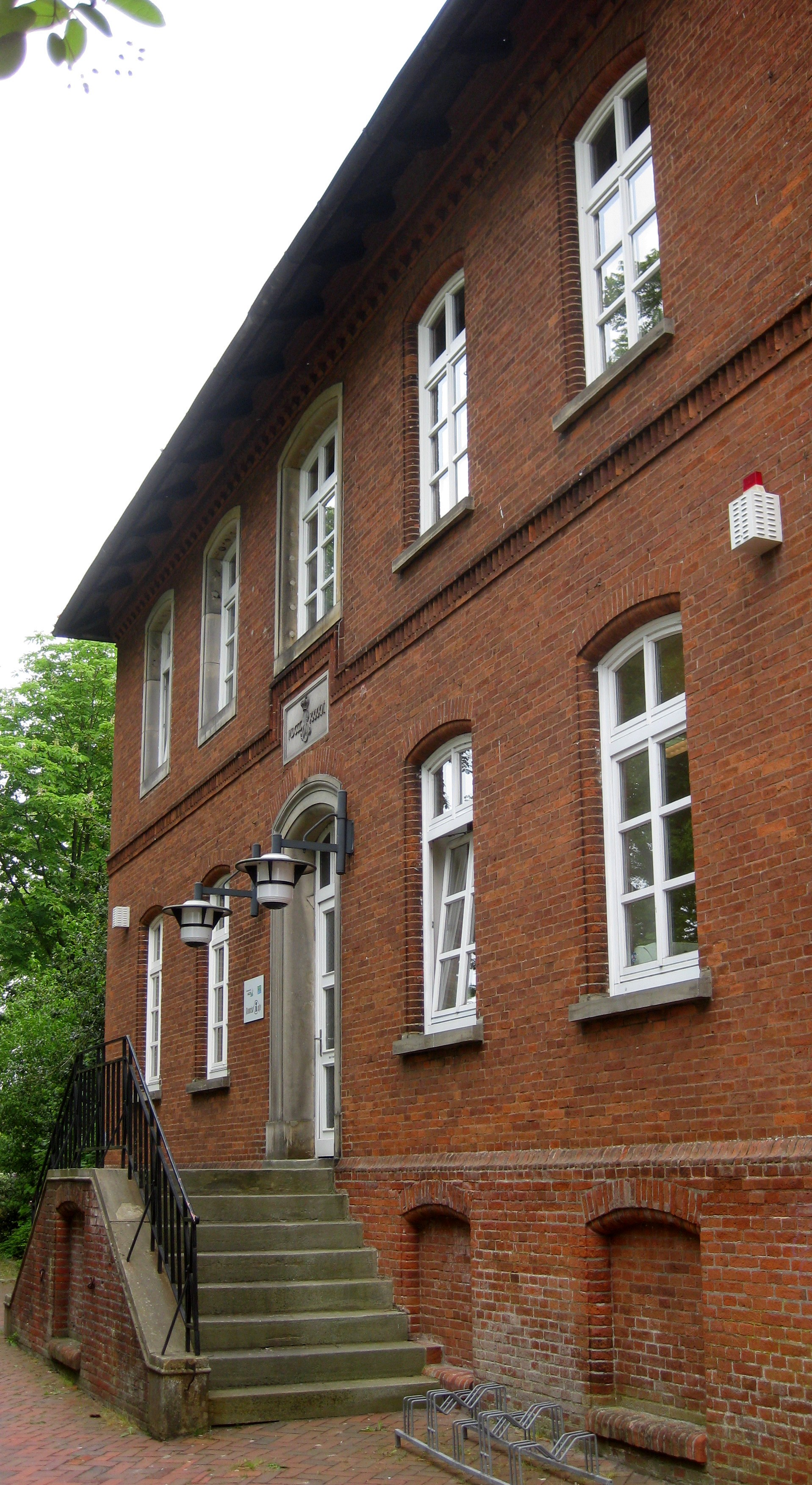
町役場、旧区裁判所

### 議会
ハーゲン・イム・ブレーミシェンの町議会は28人の議員で構成されている。これは、人口 11,001人から12,000人の自治体の議員定数である。議員は5年ごとの住民による選挙で選出される。
この他に専任の町長も町議会での投票権を有している。

### 首長
ハーゲン・イム・ブレーミシェンの町長はアンドレアス・ヴィッテンベルク（無所属）である。彼は2013年11月10日の町長選挙で 2人の対立候補を相手に 58.15 % の票を獲得して町長に選出された。この選挙の投票率は 63.50 % であった。

### 紋章
この町（アインハイツゲマインデ）はかつてのザムトゲマインデの紋章を引き継いだ。
図柄: 上下二分割。上部はさらに左右二分割。向かって左上は赤地に、直立し歯を右（向かって左）に向けた銀の鍵。向かって右上は銀地に2枚の斜めに配された緑色のオークの葉、その上に8つの突起がある赤い星。下部は青地に銀色の石塚。

## 文化と見所

### 建築
- ハーゲン城は14世紀にブレーメン大司教の居城として建設された。1980年代の大規模な修復後に一般公開され、展覧会、コンサート、朗読会といった文化目的で用いられている。かつての礼拝堂では戸籍法上の結婚式が行われる。
- 古典主義様式のアムトハウス（役所）は、19世紀初めに建設された。
- 現在の町役場は、1846年に区裁判所として建設された。
- ネオゴシック様式のマルティン＝ルター教会は1897年に建設された。1987年の改修で、内部は建設当時の状態に戻された。
- 1778年に建設されたリッターシェ風車（直訳: 騎士の風車）はこの周辺で最も古い風車である。
- 現在老人養護施設として用いられている旧アーレント・ヒューンケン邸は、1908年に教会建築家ヒルデブラントによってネオゴシック様式で設計、建設された。

- マルティン＝ルター教会
- 旧アーレント・ヒューンケン邸

### スポーツ
ハーゲンには、たとえばハーゲナー・シュポルトフェライン e.V.、サッカー=クラブ・ハーゲン/ウトレーデ、ドイツ人命救助協会地域グループなど様々なスポーツ種目のクラブが存在する。2つのサッカーグラウンド、1つのテニスコートおよび大きな多目的体育館が利用できる。ホーペ地区にはモトクロス＝コースや2つのドッグスポーツ広場があり、定期的にアジリティやドッグレースの国際大会が開催されている。
サッカー選手ジョニー・オッテン（1979年-1992年 ヴェルダー・ブレーメン、1992年-1993年 VfBオルデンブルク）やアンドレアス・ナーゲル（1983年-1987年 バイエルン 04 レヴァークーゼン、1988年-1990年 ハノーファー96）はハーゲナー SV 出身である。FC ハーゲン/ウトレーデのサッカーチームは2018年にオーバーリーガ・ニーダーザクセンに昇格した。

## 経済と社会資本

### 経済
ハーゲンの中心部にある商業施設の他に、町の外れに買い物もできる産業地区が存在する。ハーゲンには国民銀行 eG やヴェーザーミュンデ＝ハーデルン郡貯蓄銀行のオフィスがある。

### 産業
ヴェルザーベ地区には、B-ノート音楽出版の本社がある。

### メディア
ハーゲンでは、「ハイマートツァイトシュリフト・ウンター・デア・シュタレーケ」が刊行されている。地域メディアとしては、ブレーマーハーフェンで刊行されている「ノルトゼー＝ツァイトゥンク」やローカル版として「オスターホルツァー・クライスブラット」を持つブレーメンの日刊紙「ブレーマー・ナハリヒテン/ヴェーザー＝クリーアー」がある。国際的に重要なのは「E-ラーニング・ジャーナル」で、地元にあるジープマン・メディアが発信している。
放送メディアでは、NDR やラジオ・ブレーメンの地域放送所や、民間放送のエネルギー・ブレーメン、ヒットラジオ・アンテナ、ラジオ ffn、ラジオ・ハンブルクが受信可能である。

### 交通
ハーゲンはアウトバーン A27号線のハーゲン・インターチェンジおよび、ブレーメンやブレーマーハーフェンに通じる州道 L135号線（旧連邦道 B6号線）でアクセスできる。町を東西に走る L134号線はシュトゥッベンおよびボーケル（ともにベーヴァーシュテットの地区）あるいはウトレーデ地区に通じている。
ハーゲンは、ブレーメン＝ニーダーザクセン交通連盟 (VBN) に加盟している。この連盟はシュヴァーネヴェーデ、ブレーメン＝フェーゲザック、ブレーマーハーフェンへのバス路線を提供している。最寄りの駅はリュッバーシュテット、シュトゥッベン、ブレーメン＝ファルゲ、ブレーメン＝フェーゲザックにある。

### 公共機関
- ハーゲン・イム・ブレーミシェン町役場、アムトプラッツ3番地

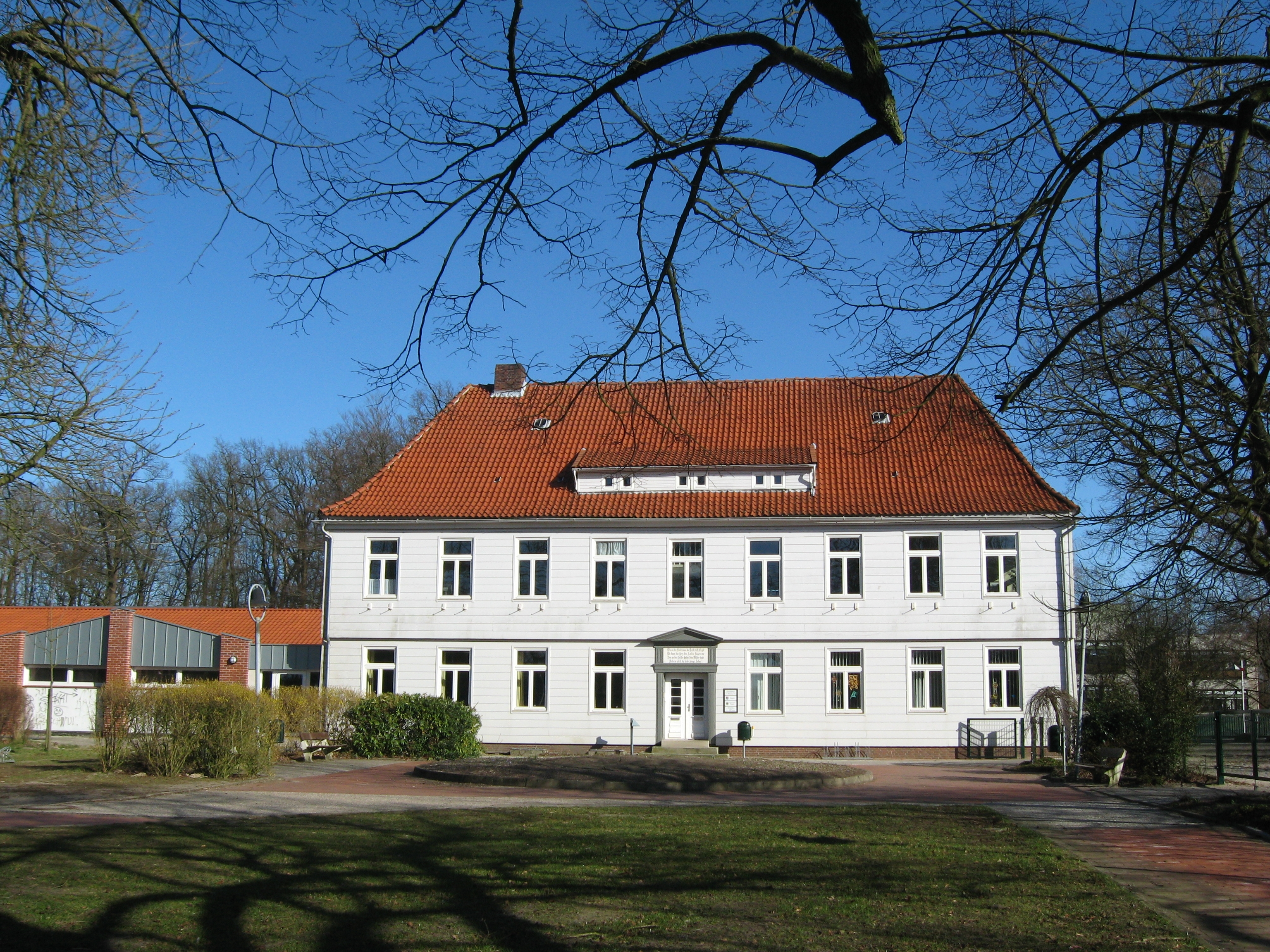
現在基礎課程学校として利用されている旧森林監督署

### 教育
ハーゲン・イム・ブレーミシェンには以下の学校がある。
- 基礎課程学校アン・デア・シュタレーケ、アムトプラッツ2番地
- ヘルマン＝アルマース＝シューレ、ブルクアレー4番地、本課程・実科学校
- ヴァルトシューレ・ハーゲン、州認定の私立ギムナジウム
- ベーヴァーシュテット/ハーゲン音楽学校、ベーヴァーシュテットとハーゲン・イム・ブレーミシェンの共同運営

### 社会福祉機関
- 幼稚園: ハーゲンに3園ある。
- ベーヴァーシュテット＝ハーゲン社会ステーション、ハーゲンのリンデンアレー9番地

## 関連文献
- Fritz Hörmann et al. (1995). Kulturstiftung der Kreissparkasse Wesermünde. ed. Flurnamensammlung Wesermünde – Die Flurnamen des Grundsteuerkatasters von 1876. Sonderveröffentlichungen der Männer vom Morgenstern, Heimatbund an Elb- und Wesermündung e. V.. 27. Bremerhaven: Männer vom Morgenstern Verlag. ISBN 978-3-931771-27-0.  オリジナルの2007-10-26時点におけるアーカイブ。 2019年9月23日閲覧。
- Heinrich Schriefer (2011). Kultur- und Heimatverein der Burg zu Hagen. ed. Hagen und Stotel: Geschichte der beiden Häuser und Ämter (3 ed.). Fischerhude: Atelier im Bauernhaus Verlag. ISBN 978-3-88132-149-5
- Jutta Siegmeyer (Februar 2018). “Der Bau des Gefangenenhauses in Hagen 1735 bis 1752. Gutachten, Beschwerden, Finanzierungsfragen und ungeklärte Zuständigkeiten”. Niederdeutsches Heimatblatt (Bremerhaven: Nordsee-Zeitung GmbH) (818):  pp. 2–3 2019年9月23日閲覧。

これらの文献は、翻訳元であるドイツ語版の参考文献として挙げられていたものであり、日本語版作成に際し直接参照してはおりません。

## 訳注
1. ↑  ドイツ語: Einheitsgemeinde、集合自治体であるザムトゲマインデに対して単一の自治体であることを明示する用語である。
2. ↑  ベルデ (ドイツ語: Börde) は教会や都市に対する納税区を意味する。
3. ↑  アムト (ドイツ語: Amt) は官庁や役職を意味する。ここでは地方行政単位を意味している。